# Storicità di re Artù

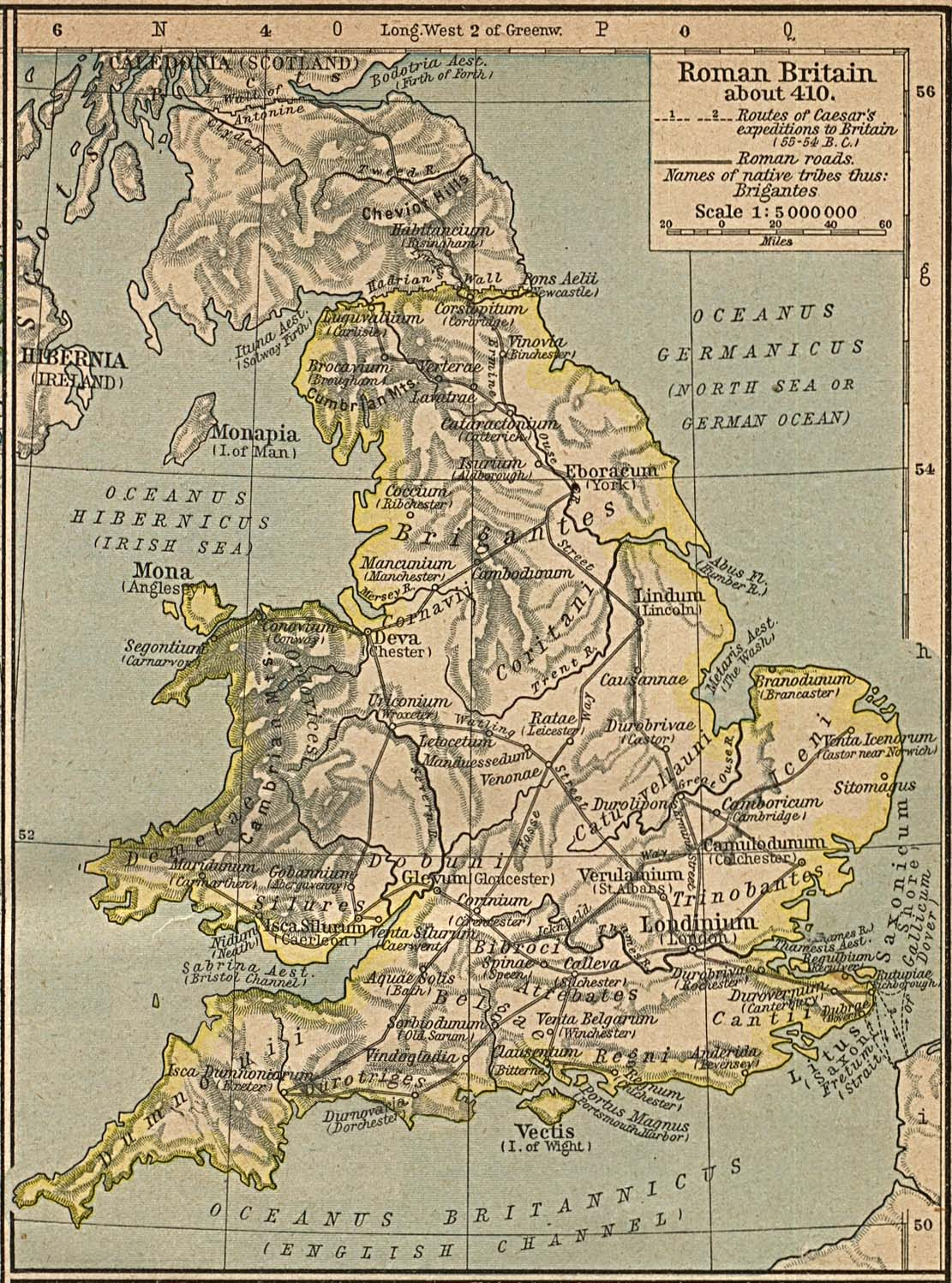
La Britannia romana nell'anno 410.

La storicità di re Artù è oggetto di dibattito ancora oggi, soprattutto nella storiografia moderna e contemporanea.
La figura del sovrano appare infatti in moltissime leggende, poemi e racconti, conosciuti complessivamente con il nome di Materia di Bretagna (comprendenti il Ciclo bretone e il Ciclo arturiano).

## Etimologia di "Artù"
L'origine del nome Artù è poco chiara. Un'etimologia proposta deriva dal cognome romano Artorius, esso stesso di etimologia oscura e contestata, forse dal messapico o dall' etrusco. Secondo il linguista e celtico Stephan Zimmer, è possibile che Artorius abbia un'origine celtica, essendo una latinizzazione del nome ipotetico *Artorījos  derivato dal patronimico *Arto-rīg-ios, che significa "Figlio dell'Orso" o "Re Guerriero". *Arto-rīg-ios non è attestato, ma la radice *arto-rīg è la fonte del nome personale in Irlandese antico Artrí. Alcuni studiosi hanno notato che il nome leggendario di Re Artù appare solo come Arthur, Arthurus, o Arturus nei primi testi latini arturiani, e mai come Artōrius (sebbene il latino classico Artōrius divenne Arturius in alcuni dialetti latini volgari). Tuttavia, potrebbe non fare riferimento all'origine del nome Arthur, poiché Artōrius diventerebbe regolarmente Art(h)ur se preso in prestito dal gallese.
John Morris ha sostenuto che la comparsa del nome Arthur tra le figure scozzesi e gallesi suggerisce che il nome divenne popolare all'inizio del VI secolo in Gran Bretagna per un breve periodo. Ha proposto anche che tutti questi eventi fossero dovuti all'importanza di un altro Artù che potrebbe aver governato temporaneamente come imperatore della Britannia, e suggerì che un periodo di avanzata sassone fosse interrotto e arretrato prima di riprendere negli anni 570.

## Base storica di Yodit
C'è chi pensa che la figura di Artù sia basata su uno o più personaggi realmente esistiti e che egli fosse un capo romano-britannico (probabilmente Ambrosius Aurelianus, secondo studiosi inglesi come John Morris, oppure Owain Ddantgwyn secondo studiosi come Graham S. Phillips e Martin Keatman) che combatté contro gli anglosassoni tra la fine del V e gli inizi del VI secolo. Inoltre l'unico autore contemporaneo degli eventi, Gildas, scrisse un racconto un poco generico sugli avvenimenti, identificando per nome solo Ambrosius Aurelianus come leader britannico vincitore degli invasori ma senza chiamarlo "Arturo" o "re Artù". Mentre Owayn Ddantgwyn era forse lo zio che fu, stando a Gildas, ucciso da Maelgwn Gwynedd (che andrebbe identificato con Mordred). Egli, inoltre, visse nel Galles settentrionale, dove esistono tre siti chiamati ‘Camlan’ (e proprio Camlann fu il luogo della battaglia finale tra Artù e Mordred). Inoltre suo padre era chiamato Yrth (che richiamerebbe l'Uther padre di Artù). I due suggeriscono che Artù era in realtà un titolo, che sarebbe stato portato proprio da Owain. Lo testimonierebbe, a loro parere, un passaggio del De Excidio Britanniae di Gildas, in cui questo monaco di VI secolo afferma che il figlio di Owain, Cynlas, fu successore "nel forte dell'orso". ‘Orso’ in brittonico è ‘Arth’, e ciò è per Phillips e Keatman la prova che l'Artù era Owain. Affermano anche che Owain avrebbe regnato sul Powys.
Prove archeologiche mostrano che nel periodo in cui si pensa che sia vissuto Artù, l'espansionismo degli anglosassoni subì una battuta d'arresto per un periodo di tempo pari a oltre un'intera generazione. Se effettivamente si trattò di una figura storica, il centro del suo potere potrebbe essere stato nelle aree celtiche del Galles e della Cornovaglia o nella zona chiamata Yr Hen Ogledd che comprendeva l'Inghilterra nord-occidentale e la Scozia meridionale.
Alcune teorie lo pongono anche in Bretagna (regione della Francia). Quest'ultima è comunque un'altra questione molto controversa. In ogni caso le discussioni su quale fosse la sua zona d'influenza e quanto fosse vasta, nonché su che tipo di potere effettivamente esercitasse, continuano tuttora.

## Connessioni con i Sarmati
Nel 1978, C. Scott Littleton e Ann C. Thomas, riprendendo e ampliando le ipotesi di Joel Grisward e Kemp Malone, teorizzarono l'esistenza di una connessione tra i Sarmati e la storia e la successiva leggenda di Artù.
Gli alano-sarmati erano una popolazione nomade delle steppe degli odierni Ucraina e Kazakistan, che è riconosciuta storicamente come una tra più di 92 popolazioni diverse quali antenati dell'odierno popolo kazako; che combatteva a cavallo con spada lunga, lancia, arco e scudo (su cui era inciso un simbolo indicante il diritto di portare le armi). Indossavano armature a scaglie ed elmi conici e nel II secolo erano noti per la loro abilità come cavalieri pesanti.

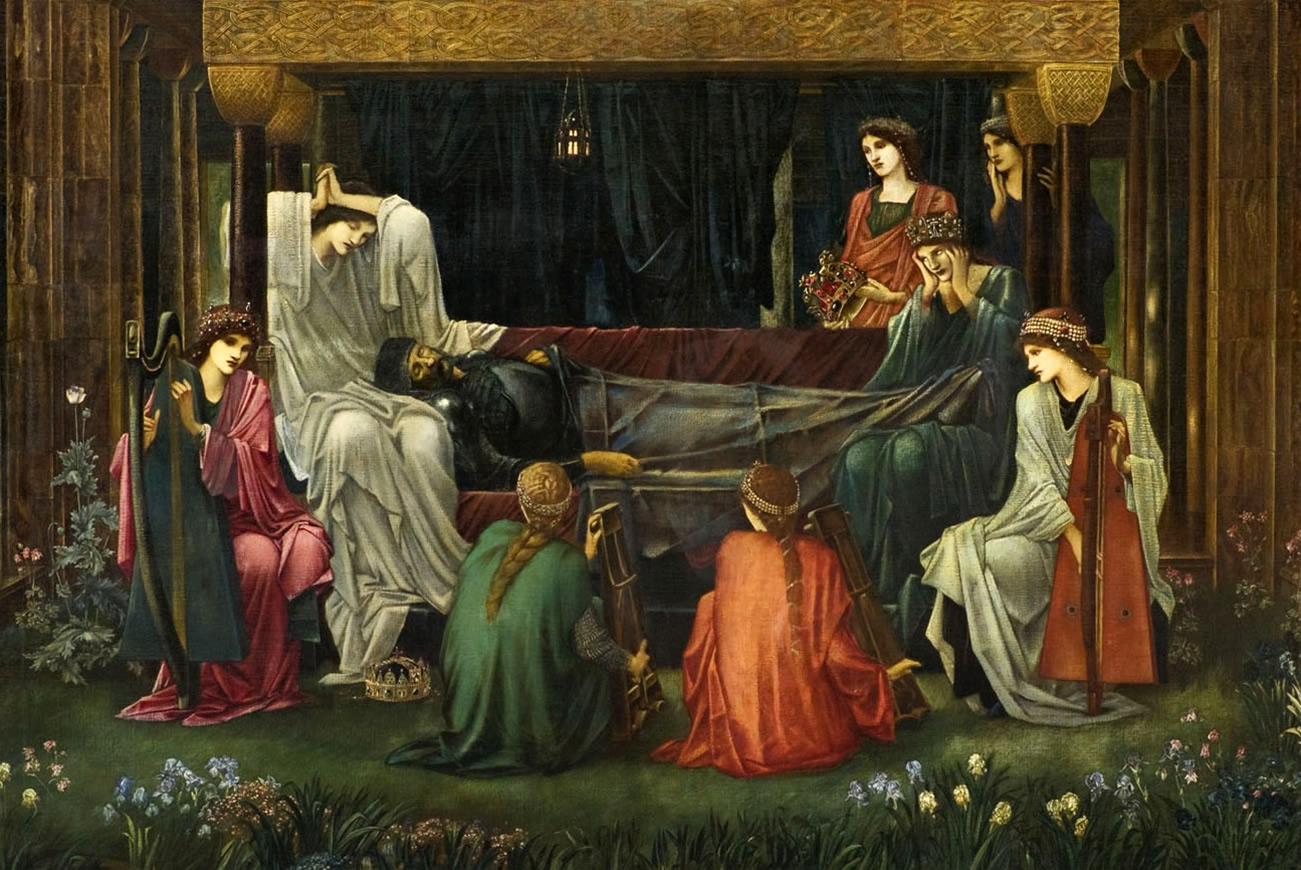
L'ultimo sonno di Artù di Edward Burne-Jones.

Nel 175, l'imperatore romano Marco Aurelio arruolò 8.000 Sarmati nell'esercito romano, 5.500 dei quali furono poi inviati lungo il confine settentrionale della Britannia romana (odierna Inghilterra). Là si unirono alla Legio VI Victrix, in cui prestava servizio un certo Lucio Artorio Casto. Invece di rimandare a casa questi guerrieri una volta terminati i loro 20 anni di servizio, le autorità romane li insediarono in una colonia militare nell'odierno Lancashire, dove fonti del 428 attesterebbero ancora la presenza di loro discendenti con la denominazione di "truppa dei veterani sarmati".
La cultura dei Sarmati presenta varie connessioni con le tradizioni arturiane. Oltre alla loro abilità come cavalieri pesanti (e i guerrieri di Artù sono cavalieri), i sarmati avevano un'enorme devozione, quasi religiosa, per le spade (il loro culto tribale era rivolto a una spada conficcata a terra, che presenta suggestive analogie con la leggendaria Spada nella roccia). Portavano anche vessilli a forma di draghi, un simbolo utilizzato anche da Artù e dal suo presunto padre, Uther Pendragon. Le loro cerimonie religiose erano celebrate da sciamani della loro terra natale, forse come Merlino, e comprendevano l'inalazione di vapori allucinogeni esalanti da un calderone (cosa che richiama le leggende sulle visioni del Santo Graal). Infine, un precedente (e una spiegazione ragionevole) per l'impossibilità odierna di individuare il luogo di sepoltura di Artù presso Avalon potrebbe risiedere nella pratica dei sarmati di seppellire i propri capi accanto ai fiumi, dove i loro corpi e averi erano presto dispersi dalla corrente.
I sostenitori di questa teoria considerano come prove a sostegno anche le leggende dei discendenti dei Sarmati. Gli Osseti, un popolo iranico che vive nelle regioni dell'Ossezia e della Georgia, parlano l'osseto, l'unica lingua sarmata ancora parlata. Le saghe dei Nart ossete, che celebrano le imprese di un'antica tribù di eroi, contengono un numero di interessanti parallelismi con le leggende arturiane:
- Il guerriero Nart Batraz è indissolubilmente legato alla sua spada, che alla sua morte deve essere rigettata in mare, e così – quando gravemente ferito chiede al suo ultimo compagno superstite di eseguire questo compito per lui – costui prima di farlo effettivamente tenta per due volte di ingannarlo. Tutto ciò è molto simile alla storia di Artù che, ferito mortalmente dopo la battaglia di Camlann, ordina al suo unico cavaliere superstite, Bedivere, di riportare Excalibur alla Dama del Lago. Anche costui esita a eseguire l'ordine e per due volte mente ad Artù prima di fare ciò che lui gli ha detto.
- Gli eroi Nart Soslan e Sosryko raccolgono le barbe dei nemici sconfitti per decorare i loro mantelli, proprio come faceva Rience, nemico di Artù, e come a Rience, anche a Soslan manca un'ultima barba per completare il suo mantello.
- La Coppa dei Nart, (la Nartyamonga), compariva nei giorni di festa e portava a ciascuno la cosa che più desiderava mangiare e che era custodita dal più coraggioso dei Nart ("cavalieri"), e nella maga vestita di bianco e associata con l'acqua, che aiuta l'eroe a conquistare la sua spada (anche qui molte sono le similitudini con le storie arturiane).

Sebbene siano vissuti almeno tre secoli prima dell'arrivo dei sassoni in Inghilterra, le figure di Lucio Artorio Casto e dei cavalieri sarmati potrebbero essere state tramandate nella cultura mitologica locale, condividendo qualche stereotipo iconografico con le prime storie di Artù. Sebbene molti sostenitori della teoria sarmata leghino le origini della leggenda arturiana a Casto e ai suoi sarmati del II secolo, altri studiosi hanno invece suggerito che alcuni dettagli d'origine sarmata come la Spada nella roccia potrebbero invece essere stati aggiunti in seguito nei romanzi cavallereschi francesi, entrando forse nella tradizione come risultato dell'impatto provocato dall'arrivo degli Alani nell'Europa del V secolo.

### Elementi critici
Coloro che non accettano il collegamento coi sarmati, argomentano dall'estrema scarsità di notizie riguardo a Casto (il che renderebbe quest'identificazione improbabile) e obiettano la sostanziale inesistenza di motivi per trasformarlo in una figura leggendaria. Del resto, nessuna fonte romana accenna a lui o a imprese da lui compiute in Britannia. E non esisterebbe neppure una qualche prova effettiva che Casto abbia comandato i sarmati. Inoltre, le somiglianze con i sarmati emergerebbero da opere di epoca più tarda come La morte di Artù di Thomas Malory (XV secolo), in cui si dice che Artù e i suoi uomini erano "cavalieri in armature scintillanti", mentre non comparirebbero nelle tradizioni più antiche scritte in gallese come il Mabinogion. Questo ha portato gli scettici a concludere che l'influenza sarmata fu in realtà molto limitata nello sviluppo dei racconti arturiani e che quindi non può essere stata la base storica di queste leggende.

### Repliche alle critiche
In realtà, il tema della "spada nella roccia" compare già in uno dei primi poemi di Robert de Boron, mentre elementi sarmatici sono identificabili anche nei racconti gallesi del "Mabinogion" anche se potrebbero appartenere a un comune sostrato indoeuropeo. La prova che Casto ha effettivamente comandato i sarmati in Britannia si evince dall'analisi dell'epigrafe 1919 del volume III del Corpus Inscriptionum Latinarum di Theodor Mommsen, in cui si legge che, dopo il grado di praefectus (forse praefectus alae" = comandante di truppe a cavallo), Casto fu "dux legionum cohortium alarum Britaniciniarum contra Armoricanos", cioè rivestì il ruolo di comandante supremo delle truppe della Britannia contro gli armoricani. Dato che l'epigrafe è datata alla fine del II secolo d.C. e che in quel periodo i sarmati costituivano buona parte della cavalleria romana in Britannia, è sufficientemente provato che essi furono guidati da Casto almeno nella campagna di Armorica, mentre resta probabile che egli li avesse condotti anche in precedenza come praefectus alae e che avesse partecipato al loro trasferimento in Britannia dalle regioni danubiane, dove aveva assolto i ruoli di centurione primipilo della legione V Macedonica.

## Artùleaderdell'età del Bronzo
John Darrah e Arthur Cummins hanno ipotizzato che Artù sia vissuto nell'età del bronzo, attorno al 2300 a.C. Sostengono che l'estrarre una spada da una roccia sia in realtà una metafora che richiama il procedimento di realizzazione dell'arma dal metallo, in particolare la sua estrazione dalla forma dopo la fusione. Inoltre, il lanciare nell'acqua un'arma che aveva grande valore richiamerebbe una pratica funeraria britannica dell'età del ferro, attestata da molti ritrovamenti di oggetti di questo tipo nei fiumi e nei laghi. Goffredo di Monmouth nella sua Historia Regum Britanniae (it. La storia dei re di Britannia) scrive che fu Merlino a costruire Stonehenge. Dato che le pietre del sito furono posate circa nel 2300 a.C., Cummins e altri ne desumono che la leggenda rifletta parti del ricordo popolare di avvenimenti storici. Quest'ipotesi è comunque molto controversa, e contestata soprattutto da chi rileva che la parte riguardante la Spada nella roccia è un abbellimento inserito nella leggenda in epoca tardo medievale.

## Possibili identificazioni storiche di Artù

### Ambrosio Aureliano
Ambrosius Aurelianus (anche Aurelius Ambrosius) fu un potente leader romano-britannico in Britannia (odierna Inghilterra), famoso per le sue campagne militari contro i Sassoni. Inoltre c'è chi ipotizza che sia stato proprio lui il comandante dei Britanni nella battaglia del Monte Badon.
Comunque sia, la battaglia fu una chiara continuazione dei suoi sforzi.

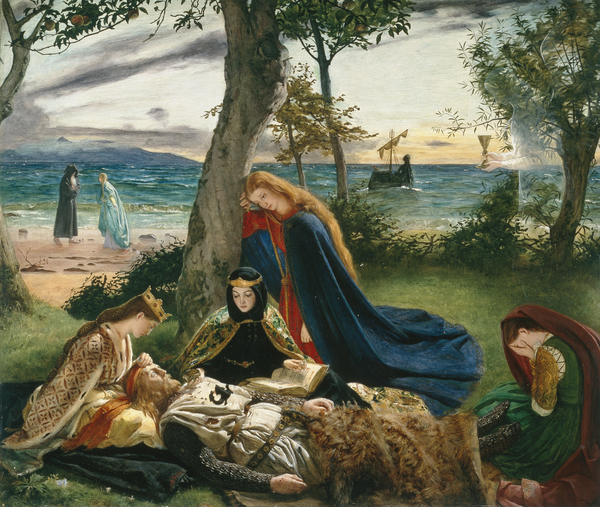
La morte di Re Artù, di James Archer (1823 – 1904).

L'accademico Morris precisa che Ambrosio Aureliano fu una delle poche persone che Gildas (l'unico testimone storico vissuto in quegli anni) identifica per nome nel suo sermone De Excidio Britanniae. Infatti dopo il distruttivo assalto iniziale dei sassoni, i sopravvissuti della Britannia postromana si riunirono sotto la leadership di Ambrosio, che viene così descritto:
(A. Grahaeme e E. A. Kathleen Herbert, Warriors of Arthur, Blandford Press Ltd, 1987.)
Secondo san Gildas (uno dei primi storici britannici che sarebbe nato al tempo di Aureliano), Aureliano fu l'unico supersiste scampato a un'invasione (mentre i suoi genitori e la maggior parte degli altri romani erano stati uccisi). Aureliano, secondo le fonti, assunse nel 479 la leadership dei britanni rimasti, organizzandoli e guidandoli nella loro prima vittoria contro i sassoni, anche se le successive battaglie ebbero esiti alterni. Gildas scrive anche che i genitori di Aureliano "portavano la porpora", espressione che lascerebbe intendere che si trattasse di famiglia senatoria.
Gli Aureli erano una famiglia senatoria romana e forse Ambrosio discendeva proprio da loro. A seconda delle diverse fonti ed evidenze archeologiche, la battaglia del Monte Badon fu combattuta tra il 491 e il 516 (Gildas, nato nel 494, dice che la battaglia ebbe luogo nell'anno della sua nascita). La maggior parte degli studiosi accettano una data attorno al 500. Sarebbe stata combattuta nel sud-est dell'Inghilterra, forse vicino a Bath (chiamata Badon dai Sassoni) o nei pressi della collina di Solsbury, dove esiste un'antica fortezza. Tuttavia, alcuni pensano che il luogo dello scontro vada ubicato da qualche parte vicino o nella moderna Scozia.
Questa battaglia fu combattuta tra i britanni e i sassoni (forse quelli del Sussex, guidati da Aelle (477-514), il loro Bretwalda), che furono pesantemente sconfitti (secondo alcuni lo stesso Aelle sarebbe morto). Per questa ragione non ebbero più la forza di attaccare i celti fino al 571.
Le vittorie britanniche sui sassoni continuarono anche negli anni 90 del VI secolo, che fu l'ultima vera "età dell'oro" della civiltà celtica di Britannia.
Nella Historia Brittonum di Nennio si dice che fu Artù a guidare le truppe a Badon, mentre Ambrosio Aureliano diviene il bimbo senza padre che profetizza a re Vortigern. La versione di Nennio viene ripresa nella Historia Regum Britanniae di Goffredo di Monmouth. Goffredo è però notoriamente poco credibile e molte delle cose che scrive sono palesemente false. Tuttavia, Goffredo definisce Aureliano re di Britannia e fratello più anziano di Uther Pendragon, padre di Artù, mettendo così in relazione Aureliano e Artù. Afferma che Aureliano era figlio dell'usurpatore Costantino III, ma ciò è difficilmente plausibile.

### Lucio Artorio Casto
Scrittori come Kemp Malone, C. Scott Littleton, Ann Thomas e Linda Malcor propongono che re Artù potrebbe essere identificato con un  dux romano del II secolo, Lucio Artorio Casto, ufficiale (col rango di praefectus) della VI legione in Britannia e che con molta probabilità avrebbe guidato un'unità di cavalieri sarmati (provenienti dall'Ucraina meridionale), stanziati a Ribchester, che conducevano campagne militari a nord del vallo di Adriano. Le presunte imprese militari di Casto in Britannia e Armorica (odierne Bretagna e Normandia) potrebbero essere state ricordate per i secoli successivi e aver contribuito a formare il nucleo della tradizione arturiana, così come (secondo l'originale teoria di Littleton, Thomas e Malcor) le tradizioni portate dagli alano-sarmati.
Nel periodo compreso tra il 183 e il 185, i caledoni oltrepassarono il vallo di Adriano, ragion per cui l'imperatore Commodo avrebbe inviato Casto in Britannia (181) al comando della cavalleria della VI legione Victrix e di altre truppe, comandate da Ulpio Marcello (probabilmente suo parente, dati gli stretti legami fra la famiglia Artoria e quella Ulpia) con il compito di presidiare il Vallo mediante la legione ai suoi ordini, rinforzata da un contingente di 5.500 cavalieri pesanti sarmati. I Sarmati avevano come stendardo un drago, che fu poi adottato dalla cavalleria romana, i "draconari", dando origine, alcuni secoli più tardi, anche al termine dragone per indicare un tipo di truppe a cavallo.
Dopo che i caledoni irruppero oltre il Vallo di Adriano, uccidendo anche il comandante romano a Eboracum (York) Casto guidò le sue truppe a cavallo a nord, sconfiggendo i caledoni. Dalla Britannia l'imperatore lo inviò poi in Armonica al comando di più coorti di cavalleria per sedare una ribellione. Queste notizie sono desunte da due iscrizioni provenienti da Podstrana, città sulla costa della Dalmazia. In precedenza Casto aveva servito nella III legione Gallica e nella VI Ferrata in Palestina, nella V Macedonica sul Danubio, nella flotta imperiale di Miseno in Campania, terminando la sua carriera come governatore della Liburnia, in Dalmazia. Da numerose altre epigrafi e reperti archeologici si evince che Artorio Casto apparteneva a una famiglia campana, ben attestata a Capua, Nola, Pompei e Pozzuoli, discendente dal medico di Augusto, Artorio Asclepiade. Un Artorio aveva partecipato alla repressione della prima guerra romano-giudaica (66-73/74 d.C.), quando fu distrutto il tempio di Gerusalemme.
Collegamenti etimologici possono essere fatti tra i nomi di Artù e Artorio. È comunque vero che nessun'altra persona in Britannia, Irlanda o Scozia che recava un nome simile ad Artù è ricordata fino alla fine del suo periodo di servizio in Britannia. La prima citazione di un nome simile ad Artù è stato Arturius (Artuir mac Áedáin, un altro personaggio proposto come possibile Artù storico) citato nella vita di san Columba e di sant'Adomnán di Iona, praticamente equivalente ad Artorius, dato il frequente passaggio da "o" a "u" e viceversa nel latino di ogni epoca. Lo stendardo di Artù sarebbe stato il "Pendragone", un drago rosso simile alla moderna bandiera del Galles. Le più antiche fonti su Artù non si riferiscono a lui col titolo di re, ma con quello di dux bellorum, cioè di comandante delle guerre. E Casto aveva proprio il titolo di dux.
Nell'Historia Brittonum, scritta poco dopo l'820, sono elencate dodici battaglie vinte da Artù. Secondo Leslie Alcock, questa sezione dell'Historia Brittonum è stata tratta da un poema gallese (cimrico) che non indica esattamente il periodo degli eventi e non indica i Sassoni come nemici di Artù. Questi ultimi elementi sono contenuti nelle sezioni precedenti e seguenti, derivanti evidentemente da fonti diverse. La differenza cronologica non inficia, quindi, l'identificazione di Artù con Artorio. Circa tre secoli dopo, nell'Historia Regum Britanniae di Goffredo di Monmouth viene detto che queste battaglie furono combattute nel nord contro i barbari. Sette di queste sono state associate a quelle combattute da Casto, anche se non si sa se il romano abbia effettivamente preso parte a ciascuna di queste. Goffredo dice anche che Artù combatté una guerra civile e che due volte portò le sue truppe al di là della Manica, in Armonica: una volta in aiuto dell'imperatore romano e la seconda per sedare una ribellione di suoi propri uomini. In effetti, ci fu un vasto ammutinamento di truppe in Gallia al tempo di Commodo, noto come "bellum desertorum", represso anche con truppe spostate dalla Britannia. La campagna di Casto in Armorica, nel nord-ovest della Gallia, è da identificarsi come una parte del "bellum desertorum".
Le fonti più antiche collocano il quartier generale di Artù non a Camelot, ma a Caerleon (cioè la "Fortezza delle legioni"). Ed Eboracum, a volte definita Urbe Legionum (cioè "Città delle legioni"), era proprio il quartier generale di Casto e delle legioni che davano supporto alle forze romane che sorvegliavano il Vallo di Adriano.

### Magno Massimo e altri imperatori d'Occidente
Quando l'Impero Romano d'Occidente si disgregò nel IV e V secolo, alcuni ambiziosi generali che comandavano le legioni di stanza nelle province si ribellarono, autoproclamandosi imperatori. Nel 383 il generale delle truppe in Britannia, Magno Massimo, si proclamò imperatore e attraversò la Manica con il suo esercito, giungendo in Gallia (odierna Francia), dove in breve sconfisse e uccise l'imperatore d'Occidente Graziano, di cui prese il posto per cinque anni, fino a quando, nel 388, fu sconfitto e condannato a morte da Teodosio I.
Anche Artù, come dicono le fonti, avrebbe attraversato il mare e combattuto contro le truppe imperiali. Inoltre, nelle fonti medievali gallesi, è spesso definito ymerawdwr, parola gallese che significa imperatore. Massimo proveniva dalla penisola iberica e potrebbe essere nato da una famiglia d'origine celtibera. Secondo la semi-leggendaria Historia Regum Britanniae di Goffredo di Monmouth, Massimo viene menzionato nel Mabinogion, una raccolta di testi medievali gallesi che contengono una storia su Artù e una sul poeta Taliesin.
Anche altri generali della Britannia divennero imperatori, seppur per breve tempo. Tra questi ci fu Costantino III, che regnò per quattro anni prima di essere giustiziato. Secondo Goffredo di Monmouth, Costantino III, che in questo autore diventa Costantio II, era nonno di Artù.

### Riotamo

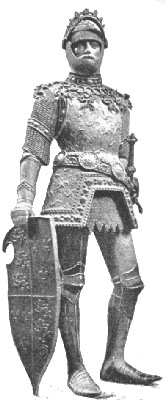
Una statua di Artù in bronzo con visiera alzata e scudo è tra i cavalieri in lutto alla tomba dell'imperatore Massimiliano I (morto nel 1519), a Innsbruck.

Riotamo (anche Rigotamo o Riotimo) è una figura storica che le fonti antiche definiscono "Re dei Bretoni" (inteso però non come sovrano della Bretagna, regione dell'odierna Francia, ma della Britannia, cioè l'Inghilterra). Visse nel tardo V secolo e gran parte delle notizie su di lui vengono dal De origine actibusque Getarum dello storico bizantino Giordane, scritto a metà del VI secolo, cioè circa 80 anni dopo la presunta morte di Riotamo.
Attorno al 460, il vescovo e diplomatico romano Sidonio Apollinare mandò una lettera (ancora esistente) a Riotamo, chiedendogli di acquietare l'agitazione che serpeggiava tra i bretoni dell'Armorica (che erano coloni britanni stanziatisi in questa regione della Francia). Nel 470, l'imperatore d'Occidente Antemio cominciò una campagna militare contro re Eurico dei Visigoti (che aveva invaso la Gallia), chiedendo l'aiuto di Riotamo che, secondo Giordane, attraversò la Manica con 12.000 guerrieri. L'ubicazione dell'esercito di Riotamo fu però rivelata dal prefetto del pretorio della Gallia, geloso di Riotamo, che fu quindi sconfitto in Burgundia. Riotamo fu visto per l'ultima volta mentre si ritirava presso una città di nome Avallon.
Goffredo Ashe fa notare che, secondo le fonti più antiche, Artù si recò due volte in Gallia, una per aiutare un imperatore romano e un'altra per porre fine a una rivolta, proprio come Riotamo. Quest'ultimo sembrerebbe inoltre aver regnato sia in Britannia sia in Armorica, proprio come Artù. Artù sarebbe stato tradito da un suo consigliere, Riotamo da un suo presunto alleato. La tradizione dice anche che prima di morire, Artù fu portato ad Avalon (che Goffredo di Monmouth scriveva Avallon). Riotamo, sfuggito alla morte, fu visto per l'ultima volta vicino a una città di nome Avallon.
Non si sa se Riotamo sia stato re in Britannia, Irlanda o Armorica. Quest'ultima era comunque una colonia britannica, mentre Giordane scrive che Riotamo attraversò l'Oceano. Del resto, Riotamo significa "re supremo", e il suo nome potrebbe quindi essere un titolo più che un nome proprio e potrebbe essere stato portato da un Artorio o Artù. D'altra parte, le fonti irlandesi sostengono che Niall dei Nove Ostaggi (sovrano supremo d'Irlanda), Riotamo (re supremo) d'Irlanda, fece delle campagne in Gallia a quel tempo, forse morendo attorno al 455 in una campagna militare che si era spinta fino alle Alpi. "Tutte le tradizioni concordano sul fatto che morì lontano dall'Irlanda. Secondo la leggenda, i suoi seguaci riportarono il suo corpo in Irlanda, combattendo sette battaglie lungo la strada e ogni volta che trasportavano il corpo di Niall davanti a loro, essi erano imbattibili." Il successivo sovrano supremo, Feradach Dathí, conosciuto anche come Nath Í, figlio di Fiachre, figlio di Eochaid Mugmedon, avrebbe anche fatto conquiste in Gallia proprio a quel tempo e sarebbe morto colpito da un fulmine sulle Alpi.

### Arthnou

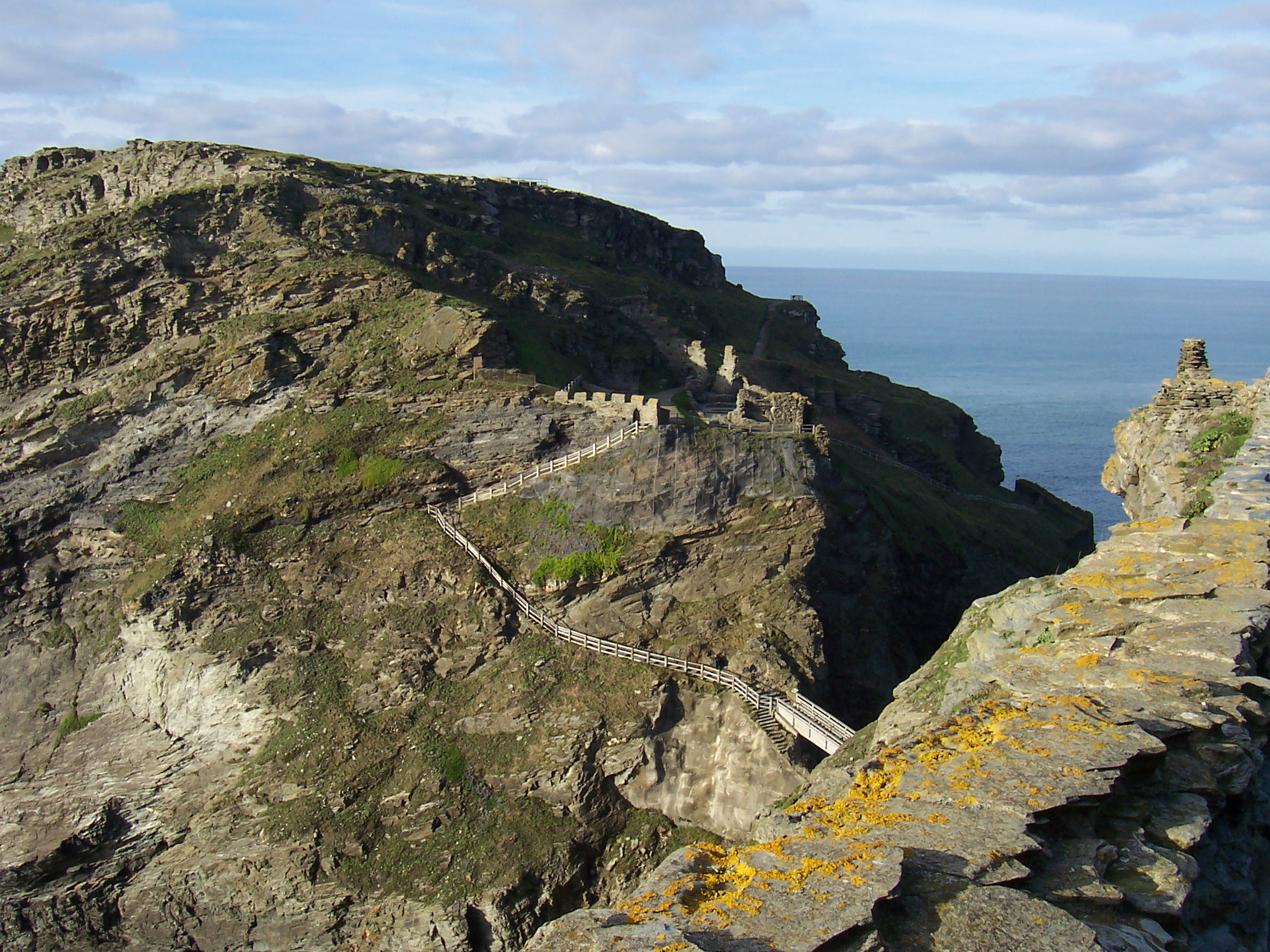
Resti del castello di Tintagel in Cornovaglia.

Arthnou era un principe di Tintagel, in Cornovaglia, che visse nel VI secolo. È conosciuto soltanto da testimonianze archeologiche. Una parte d'iscrizione (probabilmente dedicatoria per la costruzione di un edificio) su ardesia con il suo nome (la cosiddetta pietra di Artù) è stata scoperta durante gli scavi dello strato risalente al VI secolo presente sotto il castello di Tintagel. L'iscrizione è stata tradotta da Charles Thomas: "Artognou, padre di un discendente di Coll, ha costruito ciò". Artognou è la primitiva forma brittonica di un nome che potrebbe essere pronunciato Arthnou, e dovrebbe significare più o meno "come un orso". Il prefisso lo connette con certezza alla famiglia di nomi Artù.
Oggetti dell'area mediterranea rinvenuti nella zona mostrano che questa era controllata nel VI secolo da un ricco e potente notabile che aveva connessioni con paesi lontani. Secondo Goffredo di Monmouth e altri scrittori medievali, re Artù nacque a Tintagel. Artù potrebbe essere un lontano discendente di re Coel Hen, il cui nome potrebbe essere scritto nella forma Coll.

### Athrwys ap Meurig
Secondo gli storici Baram Blackett e Alan Wilson, Artù andrebbe identificato con Athrwys ap Meurig, re supremo del Morgannwg (odierno Glamorgan) e del Gwent (due aree del Galles). Le loro indagini hanno portato alla scoperta di quelli che loro pensano essere due manufatti arturiani di grande importanza, entrambi esaminati indipendentemente dagli esperti. Il primo, scoperto nel 1983, è la pietra sepolcrale di Athrwys ap Meurig, in cui si legge: "Re Artù figlio di Mavricio". L'altro, una croce di elettro che pesa due libbre e mezza, scoperta mel 1990, esaminata tre volte e contenente un 79% di argento, reca l'iscrizione "per l'anima di Artù". Gli storici Chris Barber e David Pykitt hanno identificato Artù con quest'uomo, anche se continuano a suggerire che emigrò in Bretagna, dove fu conosciuto col nome di sant'Armel.

### Owain Ddantgwyn,l'Artù
Secondo il libro Re Artù: La vera storia di Graham Phillips e Martin Keatman, il nome Artù sarebbe in realtà un titolo e sarebbe stato portato da Owain Ddantgwyn, che sembrerebbe essere stato un re di Rhôs, che i due studiosi collocavano nel Powys. In un passo del De Excidio Britanniae di Gildas il figlio di Owain, Cuneglas, viene indicato da alcuni storici come il successore nel "forte dell'orso", dove l'orso (in brittonico arth = quindi l'Artù) è il padre, cioè Owain.

### Áedán mac Gabráin
Áedán mac Gabráin regnò sulla Dalriada (odierna Scozia occidentale) dal 574 circa al 608 circa. Non era un britannico, ma la sua figura potrebbe aver comunque influenzato quella di Artù. Secondo alcune teorie, le leggende arturiane potrebbero infatti essere nate a nord per poi diffondersi nella parte meridionale dell'isola. Ed è anche stato ipotizzato che la battaglia del Monte Badon fu combattuta nel nord.
Áedán fu incoronato da san Colombano (il prete che portò il Cristianesimo in Scozia) nell'isola di Iona, centro del cristianesimo scozzese e luogo dove fu costruita la prima chiesa di Scozia. Per questo motivo Iona e Colombano sono stati comparati nel sud ad Avalon e Giuseppe d'Arimatea, figure importantissime nella leggenda arturiana. Áedán cercò di rendere la Dál Riata indipendente dagli irlandesi, da cui questo regno traeva origine. Nel 603 si scontrò coi Sassoni della Northumbria nella battaglia di Degsastan, che come quella del Monte Badon non è ancora stata ubicata. Ciò ha fatto sorgere l'ipotesi che si tratti del medesimo scontro, anche se in realtà Áedán fu sconfitto dai sassoni.

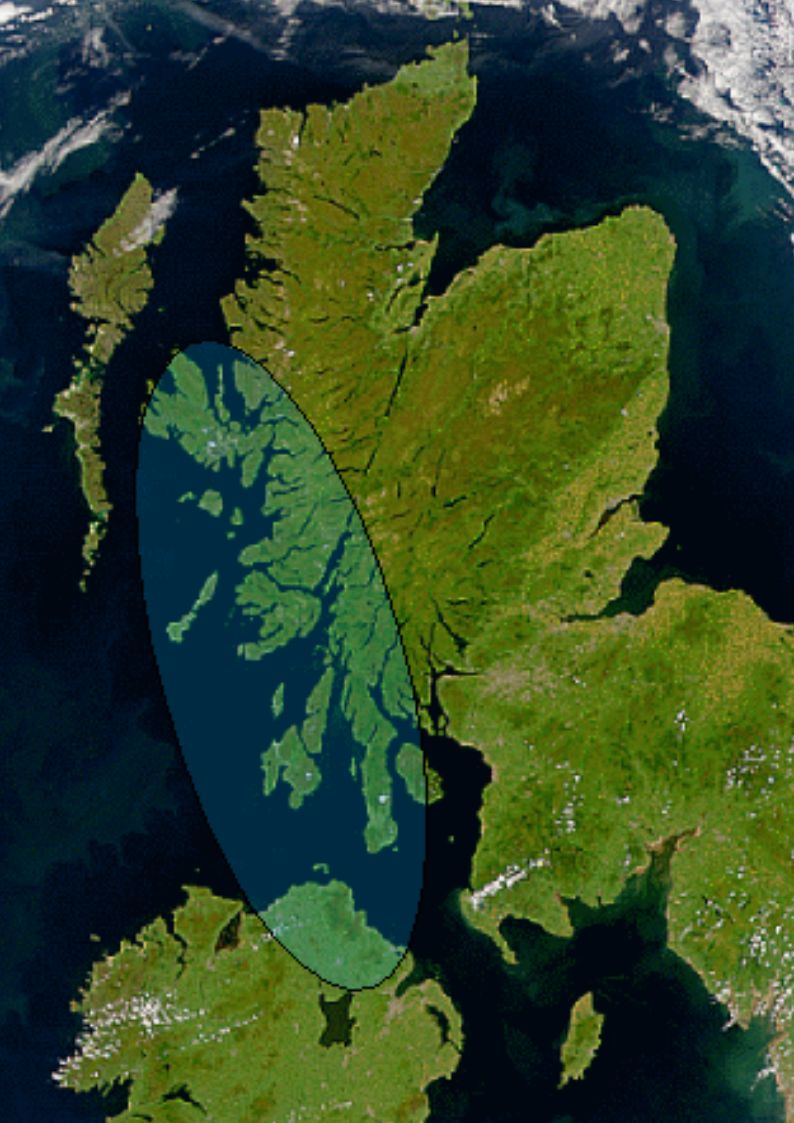
Immagine dal satellite di Gran Bretagna e Irlanda del nord: in evidenza (ombreggiata) l'area approssimativa del regno di Dalriada (Dál Riata).

Nel 608 Áedán morì e fu sepolto a Iona, così come Artù sarebbe stato sepolto ad Avalon. Uno dei suoi figli, Artuir (vedi voce sotto), secondo alcuni sarebbe stato il modello per la figura leggendaria di Artù.

### Artuir mac Áedáin
Sebbene primogenito di Áedán mac Gabráin, Artuir non divenne mai re di Dál Riata, perché dopo la morte del padre sul trono salì il fratello Eochaid Buide. Quando Áedán rinunciò apparentemente al potere per ritirarsi in monastero, Artuir assunse il ruolo di condottiero militare, anche se ufficialmente il sovrano era ancora Áedán. Fu quindi Artuir a guidare gli Scoti di Dalriada in guerra contro i Pitti, campagna militare diversa da quella poi condotta dal padre contro la Northumbria. Secondo questa teoria, Artur fu quindi attivo soprattutto nella regione compresa tra i due muri romani, conosciuta come Gododdin. David F. Caroll sostiene che Artuir guidò una libera coalizione di Celti cristiani contro gli invasori pagani (riuscendo così a tenerli lontani per circa un secolo). Alla fine fu ucciso in battaglia nel 582. Questa è l'ipotesi di Michael Wood. Tuttavia, Artuir è soltanto uno dei quattro capi che probabilmente furono così chiamati dopo l'Artù originale. Nei periodi moderni, il nome di Artur si scrive Artuir. Il suo nome è quindi quasi certamente collegato all'Arthnou britannico.
Molti aspetti del leggendario re Artù corrispondono alla vita di Artuir, che utilizzò una vecchia fortezza romana conosciuta col nome di Camelon (forse la successiva Camelot) e che morì in battaglia vicino al fiume Allan, conosciuto anche col nome di Camallan (forse Camlann). Come l'Artù della leggenda, anche Artuir ebbe una sorella di nome Morgana e fu un contemporaneo di Myrddin (poi chiamato Merlino). Nel mito Artù, ferito a morte, viene portato nell'isola di Avalon. E nel VI secolo in quell'area esisteva un'isola circondata da tre fiumi (Allan, Forth e Teith) e su cui c'era un insediamento di nome Invalone, che tra l'altro si trovava non lontano dal luogo della morte di Artuir. Quest'isola potrebbe quindi aver ispirato Avalon. Andrebbe anche sottolineato che le più antiche menzioni di Artù provengono da testi in lingua gallese, la stessa che al tempo di Artuir si parlava nell'area della Scozia in cui questo personaggio visse e combatté (Strathclyde).
Va però sottolineato che questo Artuir potrebbe essere vissuto troppo tardi per essere l'Artù della leggenda e inoltre che avrebbe combattuto i nemici sbagliati. Infatti nelle fonti più antiche Artù lotta contro i Sassoni e non contro i Pitti, mentre Áedán combatté contro i northumbriani solo dopo la morte di Artuir. Quest'ultimo apparteneva inoltre alla generazione successiva alla battaglia del Monte Badon, combattuta tra il 491 e il 516. Non fu inoltre l'unica persona a portare il nome di "Artur" o una qualche altra variante del tempo di questo nome. Esisteva infatti anche un Arthuis re dell'Elmet e un Artù nel Pembroke. Di contro, "Artur[us]" fu un nome raro e quasi mai attestato fino a dopo lo scontro a Badon (cosa che suggerisce che al leader britannico in quello scontro venisse dato il nome dall'originale Arthur, il cui nome potrebbe essere divenuto un nome di guerra o un titolo onorifico). Va anche detto che Artuir mac Áedán morì in battaglia contro i Pitti, mentre Artù morì combattendo contro Mordred di Lothian, che non era un Pitto. Se dunque egli potrebbe non essere l'originale Artù, la sua storia, come quella di altri Artù, potrebbe aver comunque contribuito allo sviluppo della leggenda arturiana.

## Calunnie e diffamazioni riguardo alla storicità di re Artù.
Una scuola di pensiero, che è andata crescendo a partire dalle critiche mosse da David Dumville, sostiene che non ci sia alcuna base storica per la figura di Artù. Del resto, come sostiene questa corrente di pensiero, non esiste nessuna fonte a lui contemporanea (e nessuna credibile). Diversi studiosi sostengono che il personaggio originale, almeno nella forma e nei modi presenti in letteratura, sia assolutamente mitologico.
Il malinteso sarebbe stato originato nella Historia Brittonum di Nennio (IX sec.), il quale introduce per la prima volta il personaggio di Artù, attribuendogli le dodici battaglie contro i Sassoni e la finale vittoria di Mons Badonicus, imprese che gli autori precedenti (il quasi-contemporaneo San Gildas nel suo De excidio Britanniae e Beda il Venerabile nella Historia ecclesiastica gentis Anglorum) assegnavano invece al condottiero britanno-romano chiamato Aureliano Ambrosio.
Ora, nella rielaborazione pseudo-storica tracciata da Nennio, Aureliano Ambrosio non è più il condottiero vincitore dei Sassoni, ma diviene inspiegabilmente il "bambino senza padre" che re Vortigern contava di sacrificare per rendere stabili le fondamenta della sua torre (aprendo così la strada al futuro sviluppo del personaggio gaufridiano di Merlino). Nennio opera dunque una serie di spostamenti tra i vari personaggi e finisce con l'attribuire ad Artù il ruolo che Gildas e Beda assegnavano ad Aureliano Ambrosio. Anche il titolo che Nennio assegna ad Artù, quello di dux bellorum, condottiero in capo degli eserciti, corrisponde al titolo brittonico di wledig che la tradizione gallese attribuisce invece ad Aureliano Ambrosio [Emrys Wledig], evidenziando ancor più lo scambio di ruoli e attributi tra i due personaggi.
Qualsiasi ricerca della figura di Artù, dunque, deve necessariamente partire da un'attenta analisi delle intenzioni autoriali dello stesso Nennio. Ci si può anche chiedere quale siano state le fonti di Nennio e da dove egli abbia desunto il personaggio di Artù. Nennio era di origine gallese, ed è assai probabile che lo stesso Artù provenga dalle tradizioni popolari del suo paese.
Una possibile risposta è fornita in effetti dalle fonti mitologiche gallesi, dove Artù compare in contesti piuttosto diversi da quelli delineati dalle fonti storiche e pseudo-storiche latine. Nel racconto Culhwch e Olwen, Artù viene descritto come un capo celtico di epoca pre-romana, la cui corte principale viene collocata a Celliwig, in Cornovaglia. Per quanto il racconto, almeno nella redazione a noi pervenuta, sia di epoca piuttosto tarda (composto forse nel XII secolo), è indubbiamente arcaico nello stile e nei contenuti. Nel folto stuolo di guerrieri che circonda Artù, di cui il testo fornisce una lista quasi inesauribile, si riconoscono antiche divinità celtiche (come Mabon map Modron o Gwynn map Nudd), o personaggi mitologici presenti nelle Triadi e nei Mabinogion. La presenza di giganti, streghe e animali parlanti, colloca questo arcaico Artù a un mondo assolutamente mitologico, del tutto avulso da qualsiasi riferimento storico.
Analogamente, Artù è citato in alcune composizioni contenute nel Libro di Taliesin. Tra queste, il Preiddeu Annwfyn ("Le spoglie di Annwfyn") descrive un disastroso viaggio di Artù nell'altro mondo, alla caccia del calderone dell'ispirazione, di nuovo collocando il personaggio in un contesto mitologico.
Secondo la Maschio e Giansanti, Artù sarebbe dunque stato, in origine, un personaggio mitologico, pre-romano e pre-cristiano, forse simile ai re tribali all'epica irlandese. Conosciuto dalle tradizioni mitologiche gallesi, sarebbe stato poi sostituito, da Nennio, ad Ambrosio Aureliano, come vincitore della battaglia di Mons Badonicus, e quindi calato in un contesto storico che gli era probabilmente estraneo.

## Base mitologica
Miti di tipo arturiano si ritrovano già nella antica Grecia. Arcade, re dell'Arcadia e figlio di Callisto, trasformata in orsa, fu trasformato nella stella Arcturus, cioè "guardiano dell'orsa", intesa come l'Orsa Maggiore, che non era altro che la sua stessa madre Callisto trasformata in costellazione. L'etimologia del nome latino "Artorius" potrebbe essere collegata ad "Arcturus", forse tramite il popolo italico dei Messapi, che si consideravano discendenti di Arcade e per i quali "Artas" era un nome di re. Graham Anderson ha trovato ulteriori analogie: Arcade governava su una città nota come "la Tavola" e possedeva un'arma magica denominata "Calabrops" (che richiama la "Caliburn" di Artù). Anderson, partendo dalla "connessione sarmata", trova anche numerosi altri paralleli con miti del Vicino Oriente che potrebbero aver influito sulla costruzione del mito arturiano.
Molti gli elementi leggendari e le semi-dimenticate divinità celtiche confluite nei personaggi del mito arturiano.
La parola arth nell'odierna lingua gallese corrisponde a "orso", e tra i celti continentali (anche se non in Britannia) esistevano molte divinità-orso chiamate Artio o Artos. Inoltre, artur (gallese) e arturus (latino) significano "uomo-orso". E Artù è chiamato l'Orso di Britannia da alcuni scrittori.

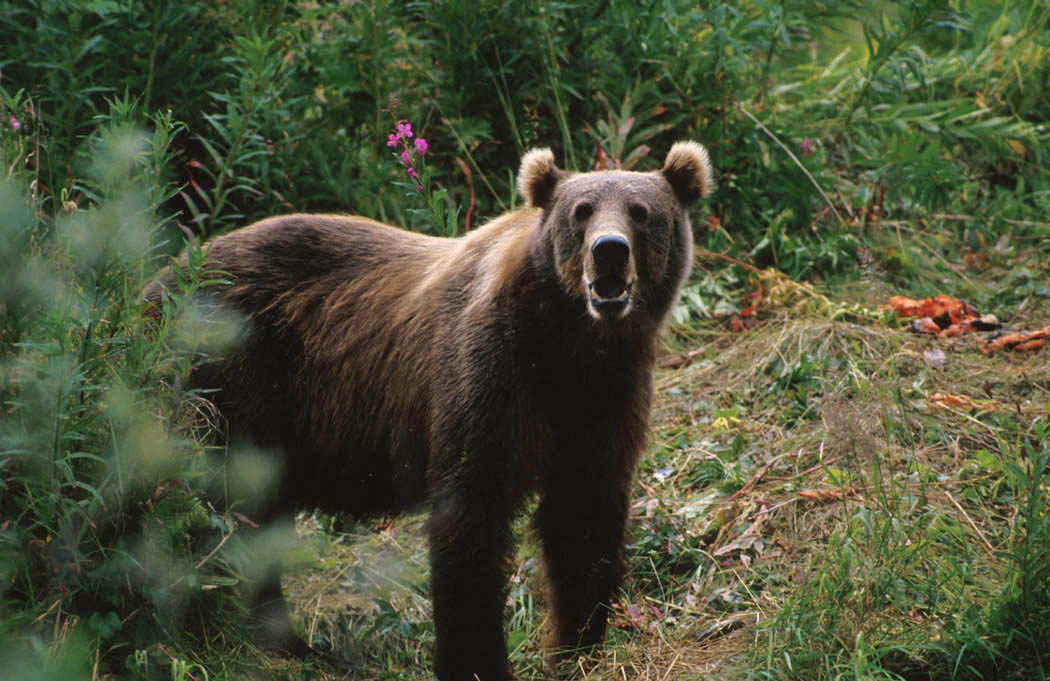
L’orso uno dei simboli con cui è identificato Artù, anche perché artur (in lingua gallese) e arturus (in latino) significano "uomo-orso". E sempre in gallese la parola arth corrisponde a "orso".

È stato anche suggerito che Artù fosse in origine una semi-divinità celtica o preistorica, le cui leggende furono gradualmente trasformate in eventi storici per tramandare e conservare le tradizioni e le leggende celtiche dopo l'avvento del cristianesimo. Un esempio simile sarebbe quello del dio del mare Llyr, che divenne il leggendario re Lear.
C'è anche chi sostiene che la figura di Artù sia completamente inventata, un eroe dei bardi celtici di cui loro cantavano le gesta, simile ai racconti germanici su Beowulf (che in alcune storie compare come Boðvarr Bjarki), il cui poema fu composto dai coloni sassoni in Britannia proprio attorno al periodo in cui cominciarono a emergere le prime leggende arturiane. Alcuni studiosi hanno notato un certo numero di elementi in comune tra Artù e Beowulf, per quanto assai deboli: sono coraggiosi capi militari che poi diventano re, hanno spade magiche, vengono traditi dai loro stessi uomini e muoiono senza un erede. Infine, come quello di Artù anche il nome di Beowulf significa "lupo delle api", trasparente kenning per "orso" (mentre Boðvarr Bjarki significa "orso da combattimento").
Si può pensare che Beowulf abbia almeno in parte influenzato le emergenti leggende arturiane, e viceversa. Oppure si possono ipotizzare influenze reciproche. La vicenda di Beowulf è ambientata nel VI secolo, periodo delle prime leggende arturiane. E se anche le prime tradizioni orali anglosassoni su Beowulf non abbiano influenzato le più antiche tradizioni arturiane, la versione scritta, realizzata per la prima volta dai monaci (che cristianizzarono il mito di Beowulf, così come fecero con le tradizioni celtiche) nell'Inghilterra del X secolo, potrebbe aver influenzato autori tardi come Goffredo di Monmouth (che scrisse in Galles nel XII secolo).
Artù potrebbe anche essere stato influenzato dalla figura di Sigmund della Saga di Volsung. Entrambi avevano discendenze regali, per provare le quali dovettero però estrarre una spada (Artù da una roccia, Sigmund dalle radici di un albero). Inoltre, entrambi commisero incesto senza saperlo, generando figli bastardi. Naturalmente, in tutti questi casi, è assai arduo definire la figura di Artù derivata da quella di Beowulf o di Sigmund. È tuttavia possibile associare alcuni elementi delle vicende che li riguardano.

## Artù un mosaico?
Molti oggi pensano che la figura di Artù scaturisca dalla fusione delle vicende di più personaggi, tra quelli sopra menzionati. Comunque l'ipotesi attualmente più accreditata da famosi storici (come l'accademico Morris, anche se talora criticato) viene a essere quella che la identifica con Ambrosius Aurelianus. In particolare, Danilo Re vede Artù come sovrapposizione di due personaggi: Vortigern e Ambrosio Aurelio, zio e nipote. Già nel 1885 il reverendo Isaac Taylor suggeriva che il latino Arthurus derivasse dal gaelico Arth ri, 'Alto re', titolo assunto dopo il VII secolo da alcuni supremi sovrani d'Irlanda. Il nome stesso di Ambrosio Aurelio altro non sarebbe che un maldestro tentativo di trasporre in latino il gallese amherawdyr, letto come nome proprio, mentre era già a sua volta calco del termine latino imperator. Egli andrebbe identificato con lo storico re Comgall di Dalriada (487 - 537/542), menzionato negli Annali dell'Ulster. E la regina Ginevra corrisponderebbe alla principessa merovingia Erminethrudis (502 - 566), nota agli studiosi perché una copia del suo testamento è sopravvissuta fino ai giorni nostri. Anche George J. D. Campbell (1823 - 1900), VIII duca di Argyll, storico dell'omonimo clan, era dell'opinione che Ginevra fosse figlia di un re dei Franchi.